# كلايد فنتون
كلايد فنتون (بالإنجليزية: Clyde Fenton)‏ هو طبيب أسترالي، ولد في 16 مايو 1901 في وارنامبول في أستراليا، وتوفي في 28 فبراير 1982 في Malvern, Victoria ‏ في أستراليا.